# チェーンメール

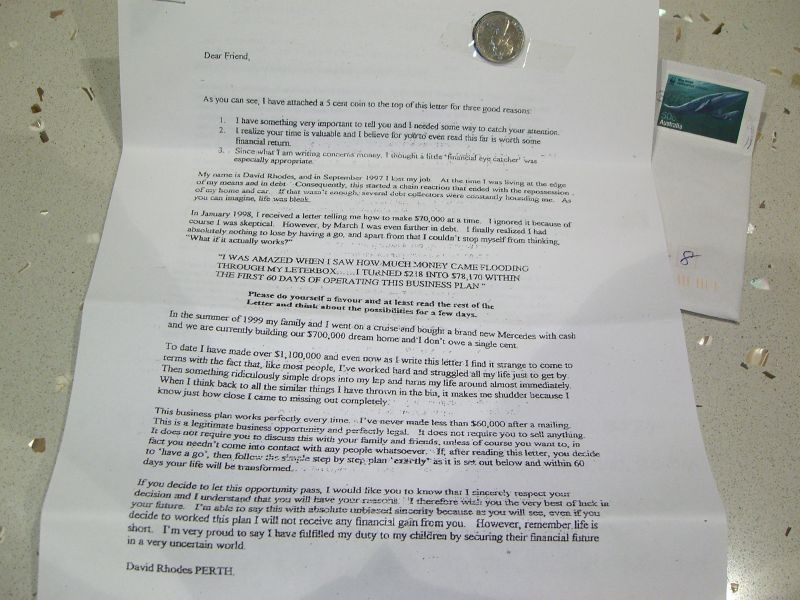
チェーンメール

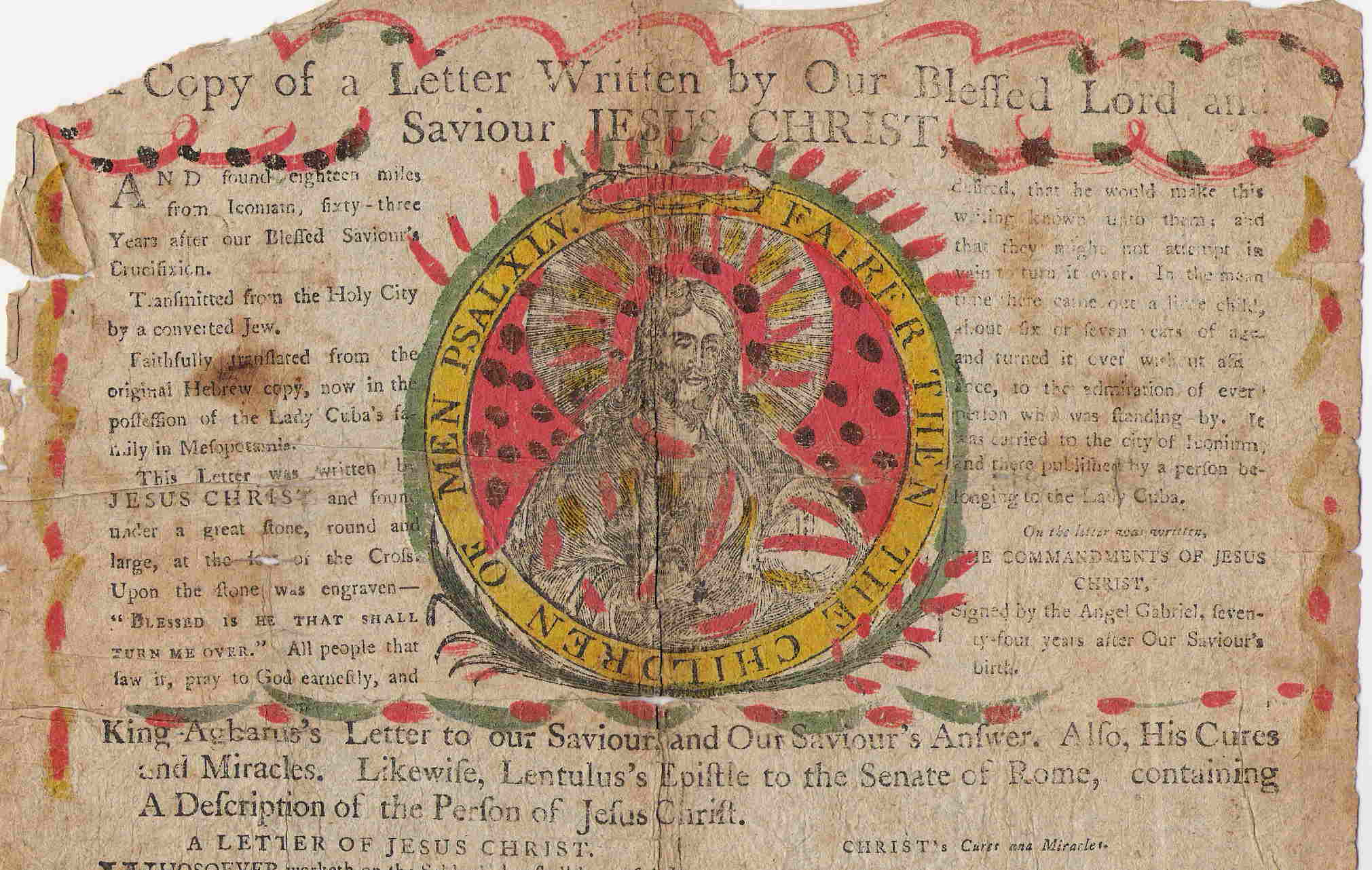
中世ヨーロッパの「天使の手紙」

チェーンメール（英語: chain letter）は、受信者に対して他者への転送を促す手紙（メール）、特に巧妙な文面を用いて受信者に不特定多数への転送を促す手紙（メール）のこと。
かつて「不幸の手紙」や「幸福の手紙」と呼ばれたものが典型的な例である。チェーンレター、チェンメとも。掲示板などにもそういった「チェーン書き込み」「チェーンカキコ」と呼ばれるものが存在する。

## 概説
歴史的に見ても不特定多数への配布が特徴的なこの種の書簡は、北魏興安3年（454年）の「大慈如来十月二十四日」文書や中世ヨーロッパの「天使の手紙」（独語：Himmelsbrief）などが存在し、チェーンメールという手段が古来より、ある種の意図を不特定多数の他人に流布させる手段であったことを示している。
電子メールの登場とともにチェーンメールは迷惑メールの一類型として問題化した。
チェーンメールは日本では特定電子メールの送信の適正化等に関する法律（迷惑メール防止法）、信用毀損罪、威力業務妨害罪などの法律に触れる場合がある。

## 日本における受容
海外の英語圏で流行していた「幸運の手紙」が日本で最初に流行したのは1922年（大正11年）のことで、外国に知人がいる上層階級から侵入したとみられている。
戦前の「幸運の手紙」は大人の間で拡散するものであったが、1954年（昭和29年）頃から子供の間でも「幸運の手紙」が広まり始め、1970年（昭和45年）秋頃には「幸運の手紙」は「不幸の手紙」へと変質し、子供の間で流行した。
また「幸運の手紙」は商品の広告や選挙活動のほか二次大戦中には反戦運動にも利用され、特高警察が取り締まりを行っている。

## 古典的類型

### 不幸の手紙
不幸の手紙とは、「この手紙と同じ文章で、あなたの友人○人（人数は不定）に出さないと不幸になります」というスタイルで送られてくる、悪意のある手紙のことである。大抵は差出人不明である。
フィクションにおいては、以下のものがある。
漫画
『恐怖新聞』
「不幸の手紙」（少年チャンピオンコミックス第4巻収録）。不幸の手紙が送られてきた女子生徒たちが主人公の鬼形礼に相談していることを不愉快に思った同級生の中岡が、「小指を切って血を手紙に垂らし、自分が憎む同級生に送れ」という内容の不幸の手紙を送る。翌日、それを信じた女子生徒たちは小指に絆創膏を巻いてくるが、「うらみの念」に取り憑かれた中岡は周囲の人すべてが血まみれの姿に見えて誰彼構わず暴力をふるうようになり、学校に行けなくなってしまう。
『ドラえもん』
「不幸の手紙同好会」（てんとう虫コミックス第15巻収録）。のび太のもとへ、「10日以内に必ず29人の人に出せ」という不幸の手紙が届く。ドラえもんは笑い飛ばして破り捨てるが、逆にのび太は恐怖に陥ってしまったため、ひみつ道具「郵便逆探知機」で調べると、差出人はスネ夫だと判明。さらに遡って調査したうえ、差し出した人間をリストアップして「不幸の手紙同好会」名簿を作り上げ、同封して全員に手紙を送りつけた。結果、スネ夫ら差出人たちは「会員」同士で延々と不幸の手紙を出し合う破目になり、いくら書いてもキリがないと音を上げてしまうのだった。
『ちびまる子ちゃん』
「まる子不幸の手紙をもらう」（『りぼん』1991年3月号初出、りぼんマスコットコミックス第8巻収録。アニメ版は1992年4月12日放送）。藤木が不幸の手紙を受け取り、怯えてまる子を含めた級友達4人に出すが、自分の名前を書いておいた事から後に学校で暴露され、クラス中に軽蔑される。結果として手紙に指定された通り4人に出したにも拘らず不幸になった。尚、まる子に届いた不幸の手紙は父親が「こんな物は出す奴も気にする奴も大バカ」と破り捨てた。
『地獄先生ぬ〜べ〜』
「100万枚の不幸の手紙の巻」（ジャンプ・コミックス第3巻収録）。細川美樹が悪ふざけで不幸の手紙を出したところ、日本中に広まり、被害者の不幸から発生した恨みが生霊として美樹に跳ね返ってくる。
特撮
『5年3組魔法組』
第29話「ほんとう？不幸の手紙」。魔法組メンバーのショースケのもとへ、不幸の手紙が届く。だが、それはクラスメイトのチエによる悪戯だったことが判明し、ショースケは手紙を破る。様子を見ていた魔女ベルバラは魔法組やクラスメイトたちに魔法で様々な不幸を仕掛けるが、魔法組の反撃で降参し、お詫びとして先生に扮して不幸の手紙はいけないことだと教える。
『ビーロボカブタック』
第8話「幸せの赤いポスト」。朝日町に不幸の手紙が大流行するが、それは町はずれにあるポストがスターピースと落雷で自我を持ち、自分に投函してくれない悔しさから自分で不幸の手紙を書いて町中の家にばらまいていたというものだった。そこでポストを幸せにすべく、スターピースを賭けてキャプテントンボーグの仕切りでビーロボたちによる争奪戦が行われ、コブランダーが勝利して入手するが、それはモドキだった。結局、ポストは元に戻り、みんなで普通の手紙を投函するようになった。

### 棒の手紙
1997年から1998年頃に出回り、一般紙でも取り上げられた。
- 「不幸の手紙」ならぬ「棒の手紙」が出回っている。音楽雑誌の編集部が「不幸の手紙」に困った読者から(手紙を)回収しているうちにわかった[5]。
- 朝日新聞は読者から「春先に母親が脳出血で倒れました。生死の間を彷徨っているときに突然『棒の手紙』なるものが舞い込みまして…」という内容の手紙が届いたことを扱った[6]。

棒の手紙が発生した要因として不幸の手紙が書き写される過程で「不幸」が「木奉」と変形、しまいには「棒」になってしまい、「棒の手紙」が広まってしまった例がある。
棒の手紙を題材とした作品としては、妖魔夜行シリーズの『悪意の連鎖』（山本弘）や漫画『かってに改蔵』第9話「さびしがりやのあいつは…!?」、折原一の『チェーンレター』などがある。

## インターネット上の類型

### 特徴
チェーンメールは、メールの最後に「このメールをx人(xは数字が入る)の人に送ってください」といった内容のことが書かれているのが特徴である。「止めると殺される」「送るとお金持ちに」などの脅し文句が入っていることも多いが、「～のために広めてください」「犯人を探している」「こんなコンピュータウイルスが出回っています」などと積極的な流布が社会に貢献するかのような文句がつけられていることもある。
チェーンメールは人の手をわたる間に内容が変化する。単なる書き間違いである場合が多いが、より多くの人を引っ掛けるために説得力のある文に書き換えられることもある。
インターネットなどのコンピュータネットワーク上では、スパムの一種とされ、ネットワークへ高い負荷（トラフィック）を与える原因となる。以下の例を参照。

### ねずみ算式の拡散
広がり方は連鎖販売取引（マルチ商法）の仕組みと全く同じである。以下の条件で計算する。
1. 発信源は1人
2. 同一文面を最低でも5人に送るべしという指令
3. 受け取った人が必ず5人に送り、発信源も5人に送る
4. 一人が受け取ってから転送するまでに1時間かかる（実際は数分程度と思われる）
5. 範囲は日本国内
6. 日本の人口の分の通信手段を持つ
7. 同じ人が二度以上受け取ることはない（ただし最後の1時間は同じ人が二度以上受け取ることもあるとする）

この場合、最初の一人が送り始めてから11時間で1億人を超える計算となる（さらに11時間後には発信者自身を含む3億517万5781人に広まる計算）。

### 代表的なチェーンメール
チェーンメールの代表作としては以下のものが挙げられる。

#### 橘あゆみ
2001年ごろにインターネット上に蔓延し、恐怖系チェーンメールの定番とされた。
メール内容は以下のようなものである。
| 11月22日(土)に兵庫県姫路市港区住吉台（実在しない地名。後述。）で橘あゆみという19歳の女性が複数の男にレイプされ、下腹部をメッタ刺しにされて殺されました。それは私の親友です。彼女は妊娠3カ月でした。[中略]怪しいやつはみんな殺す計画をたてたのです。このメールを見たら必ず24時間以内に9人に回して下さい。パソコン・携帯・ピッチそれぞれの位置情報からメールをとめたやつの居場所をつきとめ怪しいと判断した場合、殺す!探偵事務所の最新型のパソコンによりメールを回したことを確認できるようになっています |

女性の生首の画像が添付されたメールが送られてくることもあるという。また、この件の類似タイプの内容では「このメールを転送した場合、○分後（時間は様々）に番号非通知のワンコール（ワン切り）で転送された事の確認を通知します。」等の文が追記されている場合もある。実際にかかってきた場合、大抵自分に送ってきた相手による非通知ワン切りであることが多く、送られてきた側にリアリティーを余計与えてしまうこととなる。
「このメールを止めた人はパケット代通信料を今まで回した人の分全額支払ってもらいます[後略]」というものもある。普通は他人のパケット通信料を請求することはなく相手にパケット料金を支払わせることができるようなシステムは存在しない。なお、明記されているパケット通信料の文体は実際の料金サイトの明細をコピペしたものに手を加えられたものとみられる。

#### PAmw-B38
上記の「橘あゆみ」の亜種とされるもので、2005年頃からインターネット上に蔓延した。
メール内容は以下のようなものである。
| 10月5日、僕の彼女が突然姿を消しました。最初は友人の家でも行っているのかと気にしていませんでした。しかし彼女は2週間たっても帰ってこなかったので、友人の家に電話してみました。でも友人は家に彼女は来ていないと言ったので、心配になり警察に調べてもらいましたが、彼女はいなくてすぐ捜査は打ち切りになってしまいました。[中略]2週間がたちました。その日、自分宛に手紙が入っていました。中身をみてみると、彼女の写真がたくさんありました。しかも、目かくしをされていて、口はガムテープで縛られていて、拷問を受けているような写真でした。僕はすぐに警察にいきましたが一度打ち切りになった事件は相手に出来ないと言われ帰ってくれと言われました。なぜ相手にされないんだ?彼女が誘拐されたのに!!!、と僕はそのとき警察を 憎んでいました 。しかし、僕は重要な事に気がつきました。警察が憎いのでは無い、僕の彼女を誘拐した犯人が全て悪く、憎いんだと。[中略] …生きていてほしい、僕の彼女にも会いたいからです。彼女と遊んだ日は僕の宝物です。そしてその宝物の時間を取り返すためにこのメールを作りました。僕は、精密機械に詳しい友人と一緒にPAmw-B38という機械を開発しました。このメールが今どこにあるか誰がもっているかわかる機械です。[中略] お願いですから、犯人を探すために協力して下さい。これ以上犠牲者をだすのは悲しいのです。このメールはただのチェーンメールではありません。事実です。お願いします。彼女のためにも…。 |

他にも、「M703-PW」や「VVWXX102」等の亜種も存在する。メール上では最新システムと豪語されているが、メールの所在地や所有者を特定するプログラム及び、メールの追跡や逆探知を行うプログラムは存在しない。また「VVWXX102」では「NTTドコモやKDDI（au）等とハッキング通信が可能で、メールを止めたユーザーの個人情報がすべて本社に行く」という文面があるが、そのようなシステムも存在しない。

#### その他
上記以外にも、「世界がもし100人の村だったら」や「時間銀行」、「チェーンメールに関する実験です」といったチェーンメール等が存在する。中にはバラエティ番組のスタッフを名乗ったチェーンメールも存在し、番組で注意喚起をした例もある（詳細は後述）。
最近は「ミュージックバトン」に端を発する「ブログやホームページで回答する楽しげな質問集」が出回っている。これらも最終的に「○名の人に回して下さい」となっているため一種のチェーンメールである（詳細は後述）。

### チェーンメールが招いた悪影響
チェーンメールは、特にインターネットなどのコンピュータネットワーク上では、スパムの一種とされ、ネットワークに高い負荷（トラフィック）を与える原因となる。また、最近ではチェーンメールをきっかけに周囲が大きく振り回されるという悪影響が発生することもある。以下にその例を示す。
佐賀銀行取り付け騒ぎ
2003年12月25日に「12月26日に佐賀銀行がつぶれる」というチェーンメールが出回り、取り付け騒ぎが発生した。佐賀県警察は2004年2月にこのメールを送信した張本人の女性を割り出し、信用毀損罪容疑で送検した（後に不起訴処分）。
子犬100匹殺処分騒ぎ
2003年2月に「京都市内で（ペットショップが倒産し）ミニチュアダックスフントの子犬100匹が飼い主が見つからなければ殺処分される」というチェーンメールが出回り、市民やメールを見た人たちがその身を案じて引き取り手を捜したり、役所や地元新聞社などへの問い合わせが殺到するなどして混乱に陥った。
アフガン攻撃反対騒動
2001年9月にアメリカ同時多発テロ事件が発生したが、その直後に「アフガン攻撃反対」の署名集めを目的とするチェーンメールが蔓延し、その結果国連情報センターのメールサーバに深刻な障害が発生した。
新潟・小千谷市の更なる混乱
2004年10月に新潟県中越地震が発生、現地での不自由な生活が連日報道される中、『大人用紙おむつ……[中略]などを必要としている』旨のチェーンメールが出回り、「援助物資」として届けられるも過剰在庫となり、かえって混乱が発生する。
テレビ番組企画詐称が相次ぐ
1999年ごろから「ザ!鉄腕!DASH!!（日本テレビ）」の企画と詐称したチェーンメールが相次ぐ。他にも「学校へ行こう!（TBS）」「トリビアの泉（フジテレビ）」「24時間テレビ（日本テレビ）」「世界の果てまでイッテQ!（日本テレビ）」「嵐の宿題くん（日本テレビ）」などの企画と詐称するチェーンメールがことあるごとに出回り、各放送局が「無関係である。悪質な悪戯なので反応しないように」と告知している。
この場合多くが「メールがどこまでつながるか（鉄腕などは○チームと△チームが競争中、トリビアでは種の実験中）で沖縄県の□□島（××町）の☆☆☆☆さんが回しはじめ、ここまできました。」という内容。
輸血騒動
「珍しい血液型の患者(多くの場合RHマイナス)が手術を受けることになり、同じ血液型の人間を探している」というもので、不定期に見られるチェーンメールである。大半は虚偽の病院名が書かれているなど実体がない物だが、2000年5月に流されたメールには実在の病院名(日本医科大学多摩永山病院)が書かれていたため問い合わせが殺到し、業務が滞る事態となった。また、2003年4月、2008年2月にも同様のチェーンメールが出回り、チェーンメールに記述があった日本赤十字社などに問い合わせの電話が殺到し、それぞれのホームページで単なるチェーンメールである旨のお知らせを載せるまでの騒動となった。
テディベアウィルス
jdbgmgr.exe（アイコンがテディベア）はウィルスだから削除しろ、このexeファイルがあれば感染しているから、アドレスブックに記載されている人全てにこのメールを転送するように……などと呼びかける。実際にはこのexeファイルはJavaをデバッグする為の正規のシステムプログラムであったが、信じて削除してしまう人が続出し、情報処理振興事業協会は注意を呼びかけた。
2011年東北地方太平洋沖地震に関するチェーンメール
「コスモ石油千葉製油所の爆発により有害物質が拡散し、雨などと一緒に降るから、肌を露出しないように」というメールが拡散。実際には爆発したタンクに貯蔵されていたのはLPガスであり、有害物質が拡散したわけではないが、当時、コスモ石油のサイト自体が地震の影響で閉鎖されていたこともあり、広範囲に広がった（この件はその後、コスモ石油のサイトで正式に否定された）。
また、地震で大きな被害を受けなかった西日本において「関西電力（中国電力）で働いている友達」からの情報として、関東へ送電するために節電を求める文言がTwitterやメールで拡散された。しかし、西日本と東日本の電気は周波数が異なりそのままでは使用出来ず、また100万キロワットを超える直流送電は6箇所の変換変電所が束になっても出来ない。関西電力はホームページで、「今のところお客さまに特別に節電をお願いするような状況にはなく、当社名で震災に関連してお客さまにチェーンメールを送ることはございません」と告知するに至った。
更には「被災地で外国人窃盗団が暗躍している」「雨に当たるな、放射性物質が付着し被曝する」「暴動が起きている」「報道管制で公表されていないだけで事実」などのチェーンメールも流れているという。
総務省は「いたずらに不安感をあおる」として、チェーンメールやネットを通じた情報拡散を止める様に呼び掛けている。

### 対策
対策としては不特定多数に転送を促すメールに対しては、受取った人が次の人に転送しないことに尽きる。インターネット技術文書であるRFC 1855　"Netiquette Guidelines（ネチケットガイドライン）"　でも、送らないよう呼びかけられている。
しかし、転送すべきでないと分かっていながら「転送しないと悪いことが起きるのではないか」「転送しないとせっかくの善意がむだになるのでは」等と迷った末に転送してしまう人も少なくない。どうしても転送しないと不安な人のために、日本データ通信協会では「携帯用チェーンメールの転送先」を用意し、ここへ転送するよう呼びかけている。

## インターネットにおけるバトン
インターネットのブログなどにおいて、幾つかの質問に答え、それをブログを見ているであろう人に回すというもの。回された人が実行するかどうかは選択の自由であるが、やる場合は、回した人と同じ質問に答え、誰かに回すというのが基本。
元は2004年頃に海外のブログで始まったMusical Baton（ミュージカル・バトン）が起源。オリジナルの質問は5つの質問にブログ上で回答し回す相手を5人指名するというものであったが、様々なものが派生して質問数が5つではなかったりブログ上という制限がなかったり回す人数が5人でなかったりするものも出てきている。
mixiなどのソーシャル・ネットワーキング・サービス（SNS）では自分の日記を訪問したユーザーの記録が残る「足あと」と呼ばれる機能を悪用し、バトンに回答した記事を見た人に強制的にバトンを回そうとする「強制バトン」「地雷バトン」と呼ばれるものが流行しており、これを嫌う人も少なくない。逆に書くネタに困っている人などには好意的に受け入れられる場合もある。このような「強制バトン」の一部はブログでも行われている。
日本人写真家ロス行方不明事件
「mixiユーザーの日本人写真家が、ロサンゼルスで行方不明になっている。本人のmixiに、家族がアクセスしている。情報を持っている人は提供してほしい。また、この呼びかけをコピー＆ペーストして広めてほしい」。投稿には写真家のmixiのURLが書かれ、一部には、写真家の家族の携帯電話番号も掲載されていた。
呼びかけを見たmixiユーザーは、内容をコピー＆ペーストして日記に貼り付けたり、自分が所属するコミュニティーにトピックとして掲載、個人ブログにも転載するなどして、情報が急速に広まっていった。
この結果、写真家の日記のコメント欄は応援メッセージで満杯になり、新たな情報提供ができない状態に。混乱を収拾するためか、mixiユーザー全体に公開されていた日記は「友人のみに公開」に制限された。携帯電話番号も広まってしまったため「関係ない人から家族に電話が殺到し、困っている」と、家族と連絡を取ったというmixiユーザーは伝えている。
スパムメールやチェーンメールと同等の扱いをされる場合もあるが、元のミュージカルバトンなどは比較的悪質性が低いものである。